# Бял-Кладенец (Сливенская область)
Бял-Кладенец (болг. Бял кладенец) — село в Болгарии. Находится в Сливенской области, входит в общину Нова-Загора. Население составляет 221 человек.
По болг. Бял кладенец означает белый колодец.

## Политическая ситуация
В местном кметстве Бял-Кладенец, в состав которого входит Бял-Кладенец, должность кмета (старосты) исполняет Мария Енева Мартинова (Граждане за европейское развитие Болгарии (ГЕРБ)) по результатам выборов.
Кмет (мэр) общины Нова-Загора — Николай Георгиев Грозев (Граждане за европейское развитие Болгарии (ГЕРБ)) по результатам выборов в правление общины.